# Le crociate - Kingdom of Heaven
Le crociate - Kingdom of Heaven (Kingdom of Heaven) è un film del 2005 diretto e prodotto da Ridley Scott.
Colossal di produzione statunitense-britannica, il film si svolge, nonostante la locazione italiana del titolo, nell'epoca che precede la terza crociata e s'incentra nella fattispecie sulla figura, realmente esistita ma alquanto romanzata nella pellicola, di Baliano di Ibelin, prima e durante l'assedio di Gerusalemme da parte dell'esercito di Saladino, il quale riuscì a strappare ai crociati la città e a farne quasi collassare il corrispettivo regno.

## Trama
Francia, 1184. Baliano è un maniscalco francese, rimasto da poco vedovo. Ricercato per l'omicidio del prete del villaggio, si unisce al suo vero padre, il cavaliere Goffredo di Ibelin (storicamente noto come Barisano), diretto in Terra Santa per raggiungere i suoi possedimenti a Gerusalemme. Nel tragitto verso Messina in Sicilia, punto d'imbarco verso la Terra Santa, Goffredo viene ferito mortalmente dai gendarmi francesi alla ricerca di Baliano ma, prima di spirare, il padre fa pronunciare al figlio il giuramento del Cavaliere:
Giunto a Gerusalemme, Baliano prende possesso dei suoi possedimenti e dei Cavalieri già al servizio del padre, che sostengono il pacifico Re della città Baldovino a fianco del maresciallo Tiberias, in perenne contrasto con Guido di Lusignano, sposato con la Principessa Sibilla, sorella di Baldovino, e con Reginaldo di Châtillon, che bramano la guerra contro i saraceni. Dopo la morte del Re, affetto da lebbraancora in giovane età e la sconfitta in battaglia di Guido e Reginaldo per opera del potente esercito di Saladino, spetterà proprio a Baliano l'onore di difendere le mura della città e di salvare il popolo di Gerusalemme, consegnando la città a Saladino raggiungendo un accordo di pace. Tornato a casa in Francia, Baliano incontra per caso il re d'Inghilterra, Riccardo Cuor di Leone, diretto in Terra Santa per riconquistare il regno di Gerusalemme, e alla ricerca proprio del cavaliere Baliano, ma quest’ultimo finge di essere il semplice maniscalco che era sempre stato.

## Produzione
Le riprese del film, durate 135 giorni, sono iniziate il 12 gennaio 2004, si sono svolte tra il Marocco e la Spagna e sono terminate a maggio 2004. Il budget per la realizzazione del film è stato di circa 130 milioni di dollari.

### Riprese
La corte di Gerusalemme è stata ricreata nel Cortile delle Fanciulle dell'Alcázar di Siviglia, precedentemente riportato al suo aspetto originale di giardino interno, ma ripavimentato appositamente su richiesta del regista, per poi essere nuovamente riorganizzato come giardino, nell'assetto finale ammirabile ancora oggi.

### Cast
Il cast del film vede Orlando Bloom nel ruolo di Baliano; l'attrice e modella francese Eva Green è invece Sibilla, fascinosa principessa di Gerusalemme. Da segnalare l'efficace interpretazione di Edward Norton nel ruolo di Baldovino IV (assolutamente irriconoscibile, poiché ha il volto sfigurato dalla lebbra e quasi sempre coperto da una maschera) e di Jeremy Irons, che interpreta il conte Tiberias (Raimondo III di Tripoli). Saladino è impersonato dall'attore siriano Ghassan Massoud che, nel doppiaggio italiano, ha la voce di Remo Girone. Liam Neeson è il padre di Baliano, Goffredo di Ibelin, mentre Brendan Gleeson interpreta il sanguinario Reginaldo di Châtillon.

## Distribuzione
La pellicola uscì nelle sale cinematografiche, in contemporanea mondiale, il 6 maggio 2005; distribuita dalla 20th Century Fox nelle sale cinematografiche statunitensi, mentre in quelle italiane dalla Medusa Film.

### Home video
Il film è stato distribuito in DVD e VHS nel mercato italiano il 19 ottobre 2005, disponibile in edizione disco singolo e doppio.
Del film è stata poi distribuita, il 23 maggio 2006, la versione director's cut. Essa è composta da un cofanetto di quattro dischi per una durata di 194 minuti. Viene mostrata come una presentazione itinerante che include un intervallo nello stile dei tradizionali film epici di Hollywood. La prima versione in Blu-ray ometteva gli elementi della presentazione itinerante e aveva una durata di 189 minuti. Tali elementi sono stati ripristinati per l'uscita dell'Ultimate Edition (versione definitiva) del 2014.

## Accoglienza

### Incassi
A fronte di un budget di 130 milioni di dollari, il film ha incassato 47398413 $ in Nord America e 170724214 $ nel resto del mondo, per un totale di 218237071 $. In Italia ha incassato 7474816 €.

### Critica
La versione cinematografica ha ricevuto recensioni miste da parte della critica. Sull'aggregatore di recensioni Rotten Tomatoes ha un indice di gradimento del 40% basato su 190 recensioni, con un voto medio di 5,6 su 10. Su Metacritic ottiene un punteggio di 63 su 100 basato su 40 recensioni.
La versione director's cut è stata, invece, acclamata dalla critica, ricevendo 4 stelle su 5 dalla rivista britannica Total Film e un punteggio di 10 su 10 sul sito IGN. La rivista Empire ha definito il film rimontato «epico», aggiungendo che «I 45 minuti aggiunti nella director's cut sono come i pezzi mancanti di un bellissimo puzzle incompleto». Un critico ritiene che si tratta forse della director's cut più consistente di tutti i tempi e James Berardinelli ha scritto che essa offre una visione molto più approfondita della storia e delle motivazioni dei singoli personaggi.

#### Critica accademica e accuratezza storica
Nel periodo successivo all'uscita del film, gli studiosi hanno offerto analisi e critiche nel contesto degli eventi internazionali e dei conflitti religiosi di quel periodo, tra cui: la politica dopo l'11 settembre, il neocolonialismo, l'orientalismo, la prospettiva occidentalistica della pellicola e la gestione delle differenze tra cristianesimo e islam.
La critica accademica si è concentrata sia sulle scelte stilistiche e artistiche dei registi sia sulla rappresentazione di un rapporto apparentemente pacifico tra cristiani e musulmani a Gerusalemme e in altre città.
La Sibilla storica era devota a Guglielmo, ma i registi volevano che il personaggio fosse "più forte e più saggio". Alcuni hanno detto che il personaggio di Sibilla è stato reinventato per adattarsi al tropo della donna esotica mediorientale. Al contrario, dal punto di vista storico, Sibilla e Baldovino appartenevano a una classe sociale che cercava di distinguersi dalla cultura mediorientale.
Jonathan Riley-Smith, citato dal The Daily Telegraph, ha descritto il film come "pericoloso per le relazioni con l'Arabia", definendolo "la versione della storia di Osama bin Laden", che "potrebbe alimentare i fondamentalisti islamici".
Paul Halsall, studioso di storia medievale, ha difeso Ridley Scott, sostenendo:
Thomas F. Madden, direttore del Centro di Studi Medievali e Rinascimentali della Saint Louis University, ha criticato la presentazione delle Crociate nel film:
John Harlow del The Times ha scritto che il Cristianesimo è ritratto in una luce sfavorevole e il valore della fede cristiana è sminuito, soprattutto nella rappresentazione del patriarca Eracleo di Gerusalemme.
Scott ha dichiarato:
La storia di Baliano di Ibelin è stata pesantemente romanzata; il Baliano storico non era un artigiano francese, ma un importante signore del Regno di Gerusalemme. I personaggi di Goffredo e dell'Ospitaliere sono stati inventati, mentre le storie degli altri sono state "ritoccate". Scott ha difeso la rappresentazione del rapporto tra musulmani e cristiani presente nel filmato del DVD (nei contenuti aggiuntivi rispetto al film), considerandola uno sguardo contemporaneo sulla storia. Ha sostenuto che la pace e la brutalità sono concetti relativi all'esperienza di ciascuno. Poiché la società contemporanea è così lontana dai tempi brutali in cui si svolge il film, ha raccontato la storia in un modo che riteneva fedele al materiale originale, ma più accessibile ad un pubblico moderno. In altre parole, la "pace" era stata esagerata per adattarsi alle idee moderne. All'epoca, era semplicemente una tregua nella violenza tra musulmani e cristiani rispetto alle abitudini del periodo. L'uso ricorrente delle parole Assalamu Alaiku, il tradizionale saluto arabo che significa £La pace sia con te", è pronunciato più volte sia in arabo che in inglese.
La director's cut del film è un cofanetto di quattro dischi, due dei quali sono dedicati a un documentario di lunga durata intitolato The Path to Redemption. Questo filmato contiene un'ulteriore video relativo all'accuratezza storica del film, intitolato Creative Accuracy: The Scholars Speak (Accuratezza creativa: gli studiosi parlano), in cui diversi accademici sostengono l'attualità e la credibilità storica del film.
Tra questi storici c'è la dottoressa Nancy Caciola, che ha affermato che, nonostante le varie imprecisioni e i dettagli romanzati/drammatizzati, considera il film una "rappresentazione responsabile del periodo". Caciola concorda con la finzione dei personaggi perché "creare un personaggio con cui il pubblico possa identificarsi" è necessario per un film. Ha aggiunto:
La professoressa Dawn Marie Hayes ha affermato:
Murray Dahm ha detto:

## Riconoscimenti
- 2005 – European Film Award
  - Premio del pubblico per il miglior attore europeo a Orlando Bloom
- 2005 – Hollywood Film Award
  - Miglior compositore a Harry Gregson-Williams (condiviso con Le cronache di Narnia - Il leone, la strega e l'armadio)
- 2005 – Satellite Award
  - Miglior colonna sonora a Harry Gregson-Williams
  - Candidatura per il miglior attore non protagonista in un film drammatico a Edward Norton
  - Candidatura per la miglior scenografia a Arthur Max
  - Candidatura per i migliori costumi a Janty Yates
  - Candidatura per i migliori effetti visivi a Tom Wood
- 2005 – Teen Choice Award
  - Candidatura per il miglior film d'azione/avventura
  - Candidatura per il miglior attore in un film d'azione/avventura/thriller a Orlando Bloom
  - Candidatura per la miglior scena d'amore a Eva Green e Orlando Bloom (il bacio di Baliano e Sibilla)
  - Candidatura per il miglior bacio a Eva Green e Orlando Bloom
- 2006 – Golden Reel Award
  - Candidatura per il miglior montaggio sonoro in un lungometraggio a Marc Streitenfeld
  - Candidatura per il miglior montaggio sonoro in un lungometraggio straniero
- 2006 – Premio Goya
  - Candidatura per i migliori costumi a Janty Yates
- 2006 – Visual Effects Society Award
  - Migliori effetti visivi di supporto a Wesley Sewell, Victoria Alonso, Tom Wood e Gary Brozenich

## Director's cut
Insoddisfatto della versione cinematografica di Kingdom of Heaven (che attribuiva all'aver prestato troppa attenzione alle opinioni del pubblico durante l'anteprima e all'aver acconsentito alla richiesta della Fox di accorciare il film di 45 minuti), Ridley Scott supervisionò una propria versione del film, che uscì il 23 dicembre 2005 al Laemmle Fairfax Theatre di Los Angeles.
Nel 2005, il regista ha affermato che l'edizione uscita nei cinema è a tutti gli effetti da considerarsi una versione ridotta, mentre la director's cut sarebbe, in realtà, il vero film come lui lo avrebbe voluto:
La durata di questa versione, oltre le tre ore, lo ha però obbligato a effettuare numerosi tagli sotto pressione dello studio. Essa contiene circa 45 minuti in più del film nella versione cinematografica, con la presenza delle seguenti scene:
- All'inizio del film c'è una scena dove si capisce che Goffredo è il fratello del signore del villaggio in cui vive Baliano, i cui uomini gli danno la caccia, dopo l'uccisione del prete che, sempre nella versione estesa, si rivela essere il fratellastro del fabbro; si scopre poi che il cavaliere a capo degli uomini che inseguono Baliano, interpretato da un ancora poco noto Nikolaj Coster-Waldau, è il nipote di Goffredo essendo il figlio del signore del posto;
- Nella versione estesa ha un ruolo maggiore il figlio di Sibilla, Baldovino V, avuto dal primo marito di lei (Guglielmo del Monferrato), che nella versione cinematografica è stato ridotto a poche apparizioni; qui si scopre come abbia contratto anche lui la lebbra e per questo motivo Sibilla lo uccide per impedirgli di vivere il triste destino dello zio; questo spiega come mai, dopo essere apparso per poche scene, il bambino scompaia e Sibilla non lo porti con sé durante la fuga;
- Poco prima di morire, Baldovino IV non accetta la remissione dei peccati da parte del patriarca di Gerusalemme, Eraclio;
- Le scene di combattimento sono rappresentate in maniera molto più esplicita e violenta rispetto alla versione cinematografica;
- Il becchino del villaggio di Baliano ha un ruolo più importante nella versione estesa: all'inizio del film si mostra molto più saggio e filosofico e come Baliano si reca a Gerusalemme in cerca della salvezza dell'anima, venendo in seguito riconosciuto e nominato cavaliere da Baliano stesso prima dell'assedio finale;
- C'è una scena poco prima dell'incoronazione di Baldovino V dove Baliano, nel deserto, lancia dei sassi contro un cespuglio mentre arriva l'Ospitaliere, che si rivela poi essere solo una visione, con il quale scambia pareri sulla religione;
- In due scene, ovvero quella in cui Baliano parla con gli uomini di Goffredo nella fucina e quella in cui il ragazzo, appena giunto a Gerusalemme, discute con Tiberias e l'Ospitaliere, si scopre che il giovane barone ha lavorato come geniere nel suo paese natio per il signore del posto, fratello di suo padre Goffredo, in guerra con un suo rivale, permettendo agli spettatori di capire finalmente perché Baliano riesca a organizzarsi per bene per fronteggiare l'assedio dei musulmani alla fine del film, tenendo loro testa giorno dopo giorno; una questione poco chiara nella versione ridotta;
- Nel finale, dopo la caduta di Gerusalemme, poco prima di lasciarla, Baliano si scontra in un duello con Guido, liberato da Saladino dopo essere stato sbeffeggiato dall'intero esercito musulmano per la sua inettitudine; Baliano riesce a sconfiggerlo, ma gli risparmia la vita, lasciandolo disonorato.

A differenza della versione cinematografica, che ha ricevuto un'accoglienza critica mista, la director's cut ha ricevuto recensioni estremamente positive da parte dei critici cinematografici.
In occasione dell'uscita nel Regno Unito dell'edizione estesa, Scott ha rilasciato un'intervista a STV in cui ha discusso le motivazioni e i concetti alla base della nuova versione. Alla domanda se fosse contrario alle anteprime in generale nel 2006, Scott ha dichiarato: